# 나고정 (야마구치현)
나고정(奈古町)은 야마구치현 아부군에 설치되었던 정이다. 현재의 아부정에 해당한다.